# Алимова, Ирина Каримовна
Ири́на Кари́мовна Али́мова (тат. Ирина Кәрим кызы Алимова; имя при рождении — Бибиира́н Кари́мовна Али́мова; 16 июня 1918, Мерв — 30 декабря 2011, Москва) — советская разведчица-нелегал, сотрудница управления «С» Первого главного управления КГБ СССР (позывной «Бир»), актриса. Свою единственную роль сыграла в туркменском звуковом фильме «Умбар», вышедшем на экраны в 1937 году. В годы Великой Отечественной войны служила в составе войск НКВД, работала переводчицей в подразделении военной цензуры. В 1954—1966 годах осуществляла нелегальную разведывательную деятельность на территории Японии под позывным «Бир» в паре с Шамилем Хамзиным (позывной «Халеф»), с которым зарегистрировала брак по условиям легенды, ставший вскоре из фиктивного реальным. Они стали первыми в послевоенные годы советскими разведчиками, организовавшими разведывательную сеть в Японии. Вышла в отставку в звании майора в 1967 году. В 1990 году разведывательная деятельность Ирины Алимовой и Шамиля Хамзина была предана огласке, что стало основанием для награждения Алимовой орденом Красной Звезды и повышении её в звании до полковника.

## Происхождение
Бибииран (Ирина) Каримовна Алимова родилась 16 июня 1918 года в городе Мерв Закаспийской области Туркестанской АССР (ныне — город Мары, Туркменистан). Одна из трёх детей в семье. Её дед — русский, который приехал строить Чарджоуский мост, но осел в Туркменистане и женился на местной жительнице. Отец — Карим Алимов, уроженец территории современного Буинского района Татарстана, воевал на фронтах Гражданской войны в Средней Азии. После окончания войны он поселился в городе Мары и стал часовщиком и искусным ювелиром, известность которого распространилась за пределы города. В 1928 году к нему в дом пришли представители персидского консульства, которые предложили ему хорошую работу в обмен на переезд в Тегеран, однако Карим-ага отказался. Позже он вместе с семьёй переехал в Ашхабад.

## Ранние годы. Война
Ирина училась в школе в Ашхабаде, со школьных лет участвовала в художественной самодеятельности и мечтала стать актрисой. Однако семья жила бедно, поэтому Ирина поступила в сельскохозяйственный институт на рабфак. Параллельно она работала лаборанткой в ветеринарном институте и готовилась к поступлению в институт, чтобы выучиться на хирурга. Когда Ирине исполнилось 18 лет, её заметил режиссёр киностудии «Туркменфильм» и пригласил на кинопробы. Она снялась в фильме Александра Маковского «Умбар», сыграв девушку по имени Гюзель — возлюбленную главного героя, Умбара. Этот фильм об увлечении молодёжи советского Туркменистана конным спортом вышел на экраны в феврале 1937 года и стал первым национальным звуковым фильмом Туркменистана, принеся славу Ирине. Девушку узнавали на улицах, а на её имя приходили письма от поклонников.
Ирину направили учиться в Ленинград в театральное училище: она обучалась актёрскому мастерству в мастерской Григория Козинцева и Леонида Трауберга. Позже она рассказывала, что во время учёбы встретила таких известных артистов, как Тамара Макарова, Янина Жеймо, Зоя Фёдорова, Лев Свердлин и Пётр Алейников, а также режиссёров Хейфица, Зархи, Трауберга и Герасимова. Все они отмечали, что у Ирины были хорошие перспективы стать настоящей актрисой. После окончания обучения Алимова получила распределение в Ташкент, на киностудию «Узбекфильм». Над ней взял шефство режиссёр Наби Ганиев, и Ирине предложили главную роль в предстоящем фильме «Зохре и Тахар».
Однако вскоре началась Великая Отечественная война, и Ирина прибыла в военкомат, заявив, что хочет отправиться на фронт. Поскольку она владела четырьмя тюркскими языками, её зачислили в войска НКВД в качестве переводчицы. Она была направлена в отдел военной цензуры и перлюстрации, в составе которого служила в Иране. Позже Ирина была зачислена на курсы радисток и командирована в распоряжение штаба Сталинградского фронта, где и начала свою службу в органах разведки. В составе 1-го Украинского фронта Ирина прошла боевой путь через Украину и Польшу. День Победы она встретила в Кракове, после победы служила в Чехословакии и Австрии. В Вене она была демобилизована, вернувшись домой с орденом Отечественной войны в звании лейтенанта.

## Разведывательная деятельность

### Обучение на разведчицу
По возвращении домой выяснилось, что на «Туркменфильме» для Ирины не было работы, а ей нужно было содержать большую семью, помогая больной матери, несовершеннолетнему брату и племянницам. Ирину в качестве сотрудницы НКВД взяли на работу в подразделение наружного наблюдения службы контрразведки МГБ Туркменской ССР. За время службы она приобрела большой опыт конспиративного наблюдения за объектами, выявления слежки и ухода от неё. В 1947 году, когда Ирина лечилась в санатории МГБ в подмосковном Кратово, её вызвали на Лубянку, где предложили стать разведчицей-нелегалом и посодействовать укреплению национальной безопасности страны. Чекисты предупредили Ирину, что предлагаемая для неё работа будет сопряжена с длительным нахождением вдали от родных мест, ограничением связи с родными и близкими, а также многочисленными опасностями. Тем не менее, девушка ответила согласием. В ряде публикаций (в том числе в одной из публикаций в газете «Труд» за 1990 год) утверждается, что на собеседовании Ирина напрямую спросила чекистов, правдивы ли слухи о том, что возвращавшихся из-за границы разведчиков потом физически уничтожали. Её собеседники постарались максимально убедительно доказать девушке, что подобные слухи были неправдой, хотя и Ирина, и сотрудники МГБ СССР были по-своему недалеки от истины: в предвоенные годы действительно имели место массовые репрессии против сотрудников Иностранного отдела НКВД по ложным обвинениям, хотя в послевоенные годы подобные чистки не повторялись.
Алимова начала проходить специальную подготовку для ведения нелегальной разведывательной деятельности за рубежом, получив позывной «Бир». Она изучала основные разведывательные дисциплины и иностранные языки. За годы учёбы Алимова овладела турецким, уйгурским, фарси, английским и немецким языками, а позже освоила японский язык. Она также говорила на русском, азербайджанском, туркменском и узбекском языках, но при этом знала всего несколько слов на китайском. По ходу подготовки она досконально изучила культуру уйгуров, традиции разных социальных групп уйгурского народа и многое другое. На изучение языков и иных дисциплин она тратила ежедневно по 10—12 часов. Изначально «Бир» должна была работать в Австрии, поэтому для углублённого изучения немецкого она отправилась в ГДР. В соответствии с легендой, она была турчанкой, которая разыскивала своих родственников в Лейпциге, в связи с чем неоднократно вынуждена была туда ездить. Она специально выучила фарси, чтобы подтвердить свою легенду. Для обеспечения прикрытия она изучала парикмахерское искусство, маникюр и косметологию.
Однако к 1953 году было принято решение направить разведчицу в Японию, где только-только восстанавливалась советская подпольная резидентура после гибели Рихарда Зорге. Со времён разоблачения и казни Зорге от агентуры из Японии вообще не поступало в Москву никакой информации, что вызывало серьёзную обеспокоенность у советского руководства. Известно, что на момент смерти Сталина «Бир» находилась в командировке в Европе. В первые послевоенные годы «легальной» разведкой в Японии занимались члены советской делегации (фактически — сотрудники внешней разведки) в составе Дальневосточной комиссии и Союзнического совета, следивших за выполнением условий капитуляции Японии, однако в 1950 году после начала Корейской войны деятельность советской делегации в этих структурах фактически прекратилась. Поскольку отношения между СССР и Японией не были восстановлены, все сотрудники делегации подлежали высылке, и для СССР не оставалось никакой возможности осуществлять «легальную» разведку под дипломатическим прикрытием.
Согласно новой легенде, которой Алимовой предстояло пользоваться для работы в Японии, «Бир» родилась в китайском городе Урумчи, в богатой уйгурской семье, которая ещё до революции уехала из России и перебралась в китайский Туркестан; семья при этом постоянно проживала в Кашгаре. У «Бир» при этом по легенде был уйгурский жених, с которым она должна была попасть в город Тяньцзинь, оформить там брак и через Гонконг отправиться в Японию. Женихом «Бир» был человек, который в документах советской разведки фигурировал как «Халеф» — разведчик-нелегал Шамиль Абдуллазянович Хамзин, который прибыл в Тяньцзинь в 1952 году под видом уйгура по имени Энвер Садык и стал одним из лидеров местной мусульманской общины, а также успешным коммерсантом. У Хамзина было небольшое преимущество перед началом своей командировки, поскольку у него была фотография Алимовой, в то время как Алимова даже не знала, как выглядит Хамзин. В то же время с учётом напряжённых отношений новых властей Китая с уйгурами подготовленные для «Бир» и «Халефа» легенды идеально подходили для того, чтобы обеспечить их переезд и последующую работу в Японии.

### Знакомство с «Халефом»

Ирина Алимова и её супруг Шамиль Хамзин

Подготовку к выполнению задания Алимова начала в 1953 году, посетив одну из европейских стран с целью вжиться в облик иностранки и убедиться в надёжности документов. Осенью того же года она вернулась в Москву и отправилась в кратковременный отпуск для посещения родных в Ашхабаде, сказав им, что надолго уезжает в глухой район Закарпатья и что переписываться можно будет только через курьера. Для подготовки к своей основной командировке первоначально она въехала в третью страну, где несколько месяцев прожила под именем Гюзель. Убедившись в отсутствии слежки со стороны спецслужб, она сменила документы и под соответствующей легендой выехала на восток Китая. Ирина Алимова («Бир») прибыла в Урумчи, а затем поездом из Пекина отправилась в Тяньцзинь, где её должен был встретить на вокзале Шамиль Хамзин («Халеф»), он же Энвер Садык.
Однако когда «Бир» прибыла на вокзал, то не смогла найти там «Халефа», который вообще не появился на вокзале. Уже потом выяснилось, что Хамзин перед прибытием поезда несколько раз приезжал на вокзал, но заветный поезд пришёл с большим опозданием. Было два часа ночи, когда «Бир» решила отправиться в гостиницу, чтобы на следующее утро попытаться встретиться с агентом. На вокзале её заметил полицейский-уйгур, но «Бир» развеяла его сомнения в своей личности, заговорив с водителем рикши на уйгурском. Ночь она провела в отдельном номере в крайне неудобных условиях: дверь не запиралась, за стеной были постоянно слышны чьи-то громкие крики, а печь удалось растопить только ранним утром, когда в номер зашёл истопник. На следующее утро она направилась в парк возле универмага, где наконец-то встретилась с Хамзиным. Согласно её воспоминаниям, она увидела на противоположной стороне улицы двух мужчин, одним из которых и был «Халеф». К ней они долгое время не подходили, поскольку у них были сомнения в женщине, и только спустя полтора часа «Бир» подошла к незнакомцам и представилась им.
С этого момента началась не только совместная работа Алимовой и Хамзина, но и их супружеская жизнь. Спустя четыре месяца после знакомства они сыграли уйгурскую свадьбу, сохранив свои прежние фамилии, хотя для всех «Халеф» был известен как господин Энвер Садык, а «Бир» — как госпожа Хатыча Садык. Заключённый изначально только в соответствии с легендой брак в итоге стал настоящим, продлившимся всю их совместную жизнь.

### Путь из Китая в Японию
Супруги Садык поселились в голландском сеттльменте Тяньцзиня, где проживало очень много иммигрантов-мусульман. Госпожа Садык занималась благотворительностью среди мусульманской общины, всячески помогая своему мужу и поддерживая репутацию семьи. Вскоре из Тяньцзиня молодожёны переехали в Шанхай и завели большие связи среди эмигрантов: среди их новых знакомых были бизнесмены из Турции и Германии, а также внучка белогвардейского атамана Семёнова. В разговорах семья Садык всячески подчёркивала, что хочет переехать в Японию в связи с политикой китайских властей. Получить в Японии разрешение на постоянное проживание для иностранцев было крайне сложно, но одна их знакомая, владевшая в Японии участком земли размером в три сотки, продала его семье Садык, что значительно упростило въезд в Японию. Рекомендательные письма от японских общественных деятелей и религиозных организаций тоже сыграли свою роль в успешном завершении сделки, хотя поначалу даже их наличия было недостаточно, чтобы добиться супругам Садык въезда в Японию, поскольку эмигрантам из Китая въезд в Японию был запрещён.
Позже Энвер и Хатыча Садык обратились к Американскому Красному Кресту с просьбой помочь им перебраться в Гонконг, чтобы оттуда проследовать в Японию. Сотрудники миссии помогли им обратиться в генеральное консульство Японии и предъявили все их документы, которые позволили Садыкам приобрести временный вид на жительство в Японии (его следовало продлевать каждый год). Супруги сняли двухэтажный дом и открыли галантерейный магазин, а «Бир» занялась вышиванием и продажей воротничков, пользовавшихся большим спросом в Гонконге, и даже записалась в местный женский клуб. Полтора года спустя обоим предоставили гражданство Китайской Республики (Тайваня), однако вскоре возле их дома стали появляться подозрительные люди, которые заходили в дом в отсутствии хозяев и опрашивали прислугу о владельцах дома. Выяснилось, что это были сотрудники британской контрразведки, которым поступило сообщение от некоего русского эмигранта, публично заявившего о том, что господин и госпожа Садык — не те люди, за кого себя выдают. «Бир» обратилась в посольство Тайваня за помощью, и вскоре слежка за домом прекратилась. Ситуация осложнялась тем, что тогда в Гонконге, согласно Игорю Дамаскину, к европейцам местные китайцы относились с большим подозрением, а американцев и вовсе ненавидели.
Вскоре у «Бир» и «Халефа» появилась возможность для выезда в Японию, поскольку для людей, находившихся за пределами Японии и имевшими паспорта граждан Японии и Китайской Республики (Тайваня), был установлен более либеральный режим въезда. Перед отъездом к ним обратился связной Центра Борис Лавров, который дал им последние указания и предупредил «Бир» и «Халефа», что они будут единственными источниками информации о состоянии дел в Японии. Связь с родным домом у Ирины была крайне ограниченной: она могла отправлять письма не чаще чем одно-два в год, а в них писала, что уехала в командировку «на Север». В Китае они прожили около года, в Гонконге — почти год.

### Легализация
Осенью 1954 года Ирина и Шамиль отправились из Гонконга на пароходе в Японию под видом торговцев продуктами питания, имея при себе тайваньские паспорта. Они обосновались на некоторое время в городе Кобе, продав участок принадлежавшей им земли и приобретя небольшой двухэтажный дом, в котором поселились на первом этаже, сдав второй двум американцам. Вскоре «Халеф» и «Бир» перебрались в Киото, а оттуда переехали в Токио, где они купили двухэтажный дом и открыли собственный магазин, служивший подходящим прикрытием в их разведывательной деятельности. Они зарабатывали деньги на продаже женской одежды (платьев, блуз, юбок), украшенной узорами, которые вышивала лично «Бир», и открыли импортно-экспортную фирму «Энвер, Мухит и Ко» для продажи одежды. По словам Михаила Бирина, в июне 1959 года одну из квартир на втором этаже токийского дома арендовала семейная пара из США, которая сотрудничала с ЦРУ: дом порекомендовал их знакомый из американского клуба при посольстве США. Эта пара подружилась с супругами Садык, не зная о том, чем они занимались на самом деле.
Для соблюдения конспирации супруги вели активную светскую жизнь, посещая дипломатические приёмы в посольствах США, Турции, Израиля и других стран, а также встречи в местном «американском клубе»; «Бир» регулярно принимала у себя дома разных гостей. Госпожа Садык была членом элитного женского клуба «Паллада», в котором заводила полезные знакомства и получала от жён иностранных офицеров и дипломатов информацию о ситуации в Корее и о расположенных там американских войсках. Здание женского клуба находилось от дома супругов Садык приблизительно в 20 минутах езды на автомобиле. Супружеская пара поддерживала дружеские отношения с турецким послом, а в их доме месяцами проживал турецкий военный атташе. Магазин супругов Садык находился рядом с американской военной базой, а сами они нередко приглашали к себе в гости американских военных. Среди увлечений «Бир» появились икебана и игра в бинго. «Бир» рассказывала, что должна была помогать «Халефу» создавать образ благополучной семьи, «которая всегда лучше выглядит, чем одиночка».
В японской прессе публиковались многочисленные фотографии официальных приёмов, на которых присутствовали «Бир» в соответствующем наряде и «Халеф» в смокинге. В частности, Алимова была запечатлена на одном из совместных снимков вместе с императрицей Японии Кодзюн во время открытия выставки икебаны, прошедшую в клубе «Паллада», а императрица наградила госпожу Хатычу Садык дипломом. Среди знакомых «Бир» и «Халефа» были такие представители татарской общины в Японии, как бизнесмен и потомок известного купеческого рода Ахмет Апанаев, бизнесвумен и представительница ещё одной известной фамилии Алия Акчурина, лидер татарской диаспоры Таминдар Мухит и супруга бывшего токийского муллы Абдулхая Курбангалиева, которую часто навещала «Бир».

### Разведывательная деятельность в Японии
«Бир» и «Халеф» собирали информацию по таким важным для Центра вопросам, как процесс перевооружения Японии, формирование сил самообороны и развитие военного сотрудничества Японии и США. В частности, им предстояло узнать, насколько тесными являются американо-японские отношения и в каком русле они будут развиваться, какова будет политика Японии в отношении СССР и насколько сильны тенденции милитаризации японской экономики и воссоздания японской армии. Советское руководство было заинтересовано в получении информации о возможности нормализации советско-японских отношений, о находившихся на территории Японии формированиях Вооружённых сил США и о технических новинках, которые поступали на вооружение американских войск в Японии. Для советского руководства было крайне важным знать положение дел в Японии с учётом того, что время подлёта американских стратегических бомбардировщиков типа Boeing B-29 Superfortress с Хоккайдо до баз Тихоокеанского флота ВМФ СССР составляло не более часа.
Сбор информации супруги Садык осуществляли путём личного общения в дипломатическом корпусе и среди чиновников японской администрации, а также при помощи агентов, которых находили и вербовали по указанию Центра. Часть информации они получали от американских солдат турецкого происхождения и турецких военных из контингента ООН, ранее воевавших в Корее и ездивших после окончания боевых действий отдыхать в Японию, а также от проживавших в Японии мусульман. В обязанности «Бир» входила работа по шифровке всех материалов резидентуры и расшифровке всех сообщений Центра, поступавших через тайники. Она изучала перспективных кандидатов на вербовку, поддерживала связь с уже имевшимися агентами, обрабатывала поступавшую разведывательную информацию и готовила письма в Центр. Всякий раз, возвращаясь домой с приёма или встречи, где появлялась ценная информация, супруги занимались подготовкой сообщения в Центр. В то время как «Халеф» выходил на улицу под предлогом «покурить», чтобы убедиться, что за ними не ведётся слежка, «Бир» приступала к зашифровке информации или настраивала приёмник на нужную волну, принимая сообщение из Центра и расшифровывая его. Завершив работу, она приглашала мужа домой. Полученную от своих контактов информацию они обычно переносили на микроточки и, замаскировав их, прятали в тайниках. Никаких раций или подобных им приборов супруги не использовали ни разу за время своей деятельности в Японии. В ходе разведывательной деятельности им даже удалось восстановить связь с некоторыми из членов ранее существовавшей советской разведывательной сети.
За всё время пребывания в Японии супруги только один раз выехали в отпуск на Родину: чтобы не дать спецслужбам наводку, они отправились в качестве туристов в Западную Европу, посетив достопримечательности Франции, Испании, Италии и Швейцарии. В СССР они прибыли тайно с территории нейтральной страны, но в Ашхабад летели из Москвы уже с советскими документами. В Японию они вернулись снова через Западную Европу.

### Некоторые полученные данные
Значительная часть добытой «Бир» и «Халефом» информации до сих пор не рассекречена, однако в Москву ими было передано множество сообщений, содержавших ценную информацию обо всех сторонах жизни японского общества, о вооружённых силах Японии и частях вооружённых сил США, нёсших службу на территории Японии. Среди переданной информации были и достаточно подробные карты Японии, которых прежде в распоряжении советского военно-политического руководства не было. По мнению начальника московского бюро информационного агентства «Киодо Цусин» Ёсихико Мацусима, основным результатом работы Ирины Алимовой и Шамиля Хамзина стало предание огласке планов послевоенной ремилитаризации Японии.
- От агента, упоминавшегося в документах под псевдонимом «Камацу»[49], «Бир» и «Халеф» выяснили, что японские власти под предлогом формирования сил самообороны и создания новых полицейских отрядов занялись интенсивным увеличением численности армии, рассчитывая повысить численность вдвое. Помимо этого, японцы заключили ряд секретных контрактов с целью развития военной промышленности. В японской прессе никакой информации о чём-либо подобном не публиковалось[53], а позже стало известно, что журналистам было в принципе запрещено публиковать какую-либо информацию по подобным проблемам[48].
- От турецких военных супруги Садык получили большое количество ценной информации, поскольку в те годы Турция активно сотрудничала с Японией в военной сфере. В частности, Турция поставляла Японии военные корабли и иное вооружение[45], в то время как по заказу Турции на верфях Йокогамы строились новые подводные лодки[7]. Турецкие офицеры, учившиеся в военных училищах в Корее и служившие там в составе войск ООН, ездили в Японию отдыхать, чем и пользовались «Бир» и «Халеф»[17]. В частности, в 1955 году «Бир» передала в Москву информацию о выпуске новой подлодки, оснащённой новейшим оборудованием, и спуске её на воду, осуществлённом в обстановке полной секретности: эту информацию ей передал, по одним данным, американский военный турецкого происхождения[46], по другим — турецкий военный[53]. Чертежи главных узлов этой подлодки, спущенной на воду в Йокогаме, были направлены в Центр[20]. Была получена информация и о том, что японцы приступили к строительству собственных подводных лодок для нужд морских сил самообороны[7].
- За время своей работы Алимова подружилась с женщиной, которая преподавала русский язык в японской разведывательной школе. Оказывая ей финансовую помощь, Ирина узнала от неё точное расположение и специфику курса этой школы[7].
- От американцев турецкого происхождения супругам удалось заполучить фотоснимки военных баз США и Японии[54], мест дислокаций японских сил самообороны и их аэродромов[55], а также береговых укреплений на Японском архипелаге[5]. Фотоснимки некоторых военных баз Хамзин раздобыл у американских соседей этажом выше, обнаружив их в сейфе, сделав фотокопии и подготовив их для передачи в Москву[33]. Снимки были свидетельством строительства новых военных баз, шедшего в рамках операции под кодовым названием «Меч самурая», и доказательством нарушения нейтралитета Японии; оригиналы снимков американцам передал генерал Императорской армии Японии Минору Гэнда, участвовавший в послевоенные годы в испытаниях новых американских реактивных истребителей[15]. Незадолго до передачи информации «Халеф» попал в автоаварию, и передачу информации решила осуществить «Бир»[33]: травмировавший ногу «Халеф» остался дома, а его супруга отправилась на поиски тайника, куда необходимо было положить контейнер с материалами для Центра[46][56]. До района «Бир» добралась, когда на часах было около полуночи: ей пришлось для этого пройти участок возле остановки городского транспорта, где в картонных коробках ночевали бомжи[55][54][56]. Сведения о японских и американских военных базах получили самую высокую оценку от Центра, поскольку у военно-политического руководства СССР прежде не было представления ни о военных программах Токио, ни о возможных угрозах со стороны Японии[55].
- Благодаря одному из переданных «Бир» сообщений в Центр удалось установить, что весной 1958 года над территорией Сибири совершил полёт самолёт ВВС США U-2, базировавшийся в Японии. Факт этого полёта стал известен потому, что при возвращении на базу у U-2 заглох двигатель из-за перегрева, о чём удалось разузнать «Бир»[20].
- На одном из политических семинаров в Токио «Халеф» познакомился в ресторане суши с японцем (в документах фигурирует под псевдонимом «Ребус»), которого принял за некоего важного чиновника: в разговорах он демонстрировал хорошее знание японской политики, но умалчивал о роде деятельности. Именно по наводке «Бир» удалось выяснить, что японец, который всегда приглашал «Халефа» в один и тот же ресторан, был его владельцем. Однако, по невероятному совпадению, ресторан находился недалеко от офиса японской контрразведки[21].
- Незадолго до выставки икебаны, на которой Алимову фотографы запечатлели с императрицей Японии, Ирине предстояло отыскать место для передачи собранной секретной информации о расположении японских военных баз. По счастью, к дому подъехал автомобиль турецкого посла в Японии, на котором «Бир» отправилась в женский клуб, где должна была состояться выставка. Передачу, однако, требовалось осуществить так, чтобы этого не заметил турецкий посол: в сумочке Алимовой хранился фотоаппарат с плёнкой, на который и была заснята информация о военных базах. По пути Ирина попросила остановить автомобиль у цветочного магазина, чтобы приобрести букет цветов, как того требовал этикет на церемонии. Этот магазин был одним из запасных путей для передачи информации, а его продавщицу «Бир» могла использовать для связи с курьером. Передав необходимую информацию в Центр через магазин, Ирина вернулась в машину и отправилась дальше на выставку, на которой получила от императрицы престижную государственную награду как организатор выставки[33].
- Одним из самых важных сообщений, переданных в Центр «Бир» и «Халефом», стало сообщение 1966 года о подготовке к образованию Азиатско-Тихоокеанского совета, который был учреждён по итогам конференции в Сеуле, прошедшей с 14 по 16 июля того же года при участии ряда стран Тихоокеанского региона, и в который вступила Япония[53][55][k]. Вступление Японии в союз противоречило послевоенным соглашениям, в соответствии с которым страна не могла вступать в какие-либо военные союзы[7]. Согласно Игорю Атаманенко, эту информацию разведчики заполучили в январе 1966 года от Исороку Акаси, заместителя директора Национального института стратегических исследований, который имел доступ к секретным данным и за вознаграждение передавал её «Халефу» (в документах КГБ СССР Акаси фигурировал под псевдонимом «Тайфун»)[21][22].

### Условия работы
«Мы с ним прожили счастливо 37 лет, деля радости и трудности. Он очень любил меня». «А вы его?» — не удержался я от неделикатного вопроса. Моя собеседница, немного подумав, ответила честно: «Нет, такой большой любви, о которой читаем в книгах, не было. Привязанность, теплые чувства — да, это без сомнения. Нам вместе было хорошо».
Вся разведывательная деятельность «Бир» и «Халефа» проходила в крайне сложных условиях. Ещё в 1940 году Рихард Зорге докладывал Центру о жёстких контрразведывательных мерах в Японии, вступивших в силу после принятия год тому назад нового закона против шпионажа, расширившего полномочия контрразведки и предусматривавший ещё более широкое применение смертной казни. На момент прибытия супругов Садык японские спецслужбы активно сотрудничали с американской разведкой, которая, по мнению того же Павлова, фактически держала японцев под своим контролем. До прибытия «Бир» и «Халефа» резидентуру СССР в Японии возглавляли Григорий Каспаров и Александр Носенко, чья деятельность находилась под жёстким давлением американских и японских контрразведывательных служб: это не позволило осуществлять разведку с «легальных» позиций. Вся ситуация осложнялась ещё и тем, что незадолго до прибытия «Бир» и «Халеф» второй секретарь советского представительства в Японии, подполковник Юрий Растворов перешёл на сторону американцев и сдал им свою агентурную сеть.
Опыт перевоплощения, приобретённый Ириной во время её обучения в театральной мастерской, и опыт работы, приобретённый в первые послевоенные годы в органах контрразведки, помогали ей успешно выполнять разведывательные задания и обеспечивать безопасность при проведении ответственных операций. Целеустремлённость Ирины отмечали во всех её служебных характеристиках. Важную роль в достижении успеха сыграло супружество разведчиков и взаимопонимание в их отношениях. В домашней обстановке они разговаривали только по-уйгурски, чтобы не выдать себя. Даже в кинотеатрах «Бир», смотря советские фильмы, воспринимала их не по звуковой дорожке, а по японским титрам. Хотя слежки за ними не отмечалось, разведчики всегда были начеку. Так, однажды в японской гостинице они поставили телефон на диван и как бы случайно прикрыли его подушкой, но через некоторое время в номер постучался мужчина, представившийся телефонистом, и попросил их дать ему проверить работу телефона.
Имели место случаи, когда разведчикам приходилось выполнять задание в экстремальных условиях. Так, однажды они ехали домой в сильный ливень по сельской дороге, проходившей через гористую местность. Сидевший за рулём Chevrolet Impala «Халеф» неожиданно увидел, что за поворотом была размыта дорога: он попытался затормозить, но машина стала медленно сползать под откос. Супруги выскочили из машины, отделавшись лёгкими ушибами, а саму машину от падения в овраг удержало росшее чуть ниже дерево. Они переночевали в посёлке, а на следующее утро вызвали тягач, чтобы тот вытащил машину из овраг. До Токио они добрались на другой машине, взятой напрокат; задание, в связи с которым им предстояло добираться подобным маршрутом до Токио, было выполнено в срок. Имел место и случай, когда «Бир» предстояло поздно ночью встретиться со связником в районе императорского парка, куда ей предстояло идти пешком. «Бир» добралась до места встречи без происшествий, передав нужные документы связнику.

### Отставка
Разведывательная работа Ирины Алимовой и Шамиля Хамзина оценивалась Центром положительно: они имели отличное прикрытие в виде преуспевающего магазина и не вызывали подозрения ни у местных жителей, ни у спецслужб. Однако, по мнению В. Г. Павлова, супруги испытывали значительное нервное напряжение в связи с тем, что находились очень далеко от родной страны и в менее благоприятной обстановке в климатическом отношении. Это сказывалось на их здоровье (в частности, Ирина начала страдать бессонницей), в связи с чем Центр дал им разрешение покинуть Японию. Существует версия, что Центр эвакуировал из Японии обоих разведчиков, спасая их тем самым от приближавшегося ареста, поскольку супруги отправляли незадолго до своего отъезда сообщение о ведущейся за ними слежке. По другой версии, отъезду способствовала и изменившаяся экономическая обстановка в Японии, когда американцы, фактически поддерживавшие экономику Японии на плаву, стали активно вытеснять иностранцев из своих компаний под предлогом поиска новых партнёров.
Летом 1966 года супруги Садык покинули Японию и улетели в Европу: чтобы не давать никаких наводок спецслужбам, они сообщили знакомым, что улетают в Турцию, а дом оставили под присмотром японской служанки, оплатив ей жалование за год вперёд. Обходными маршрутами они прошли Францию, Испанию, Италию и Швейцарию, прибыв в Болгарию и встретившись там с представителями Центра. Они приземлились в аэропорту «Шереметьево», встретившись там с представителем нелегальной разведки КГБ СССР, который поздравил обоих супругов с успешным завершением их командировки. При этом соседи супругов Садык очень долго ждали их возвращения, а в женском клубе «Паллада» даже всерьёз обсуждали вероятность того, что супругов, прибывших в Европу, могли настигнуть сотрудники КГБ.
Всего Ирина и Шамиль проработали в Японии 13 с лишним лет: суммарный объём их донесений, подготовленных за время их разведывательной деятельности, состоял из 22 томов общим объёмом свыше 7 тысяч страниц. С учётом прежнего опыта работы в спецслужбах общий стаж работы Ирины Алимовой составил 18 лет, а сама она вышла в 1967 году в отставку в звании майора.

## После отставки

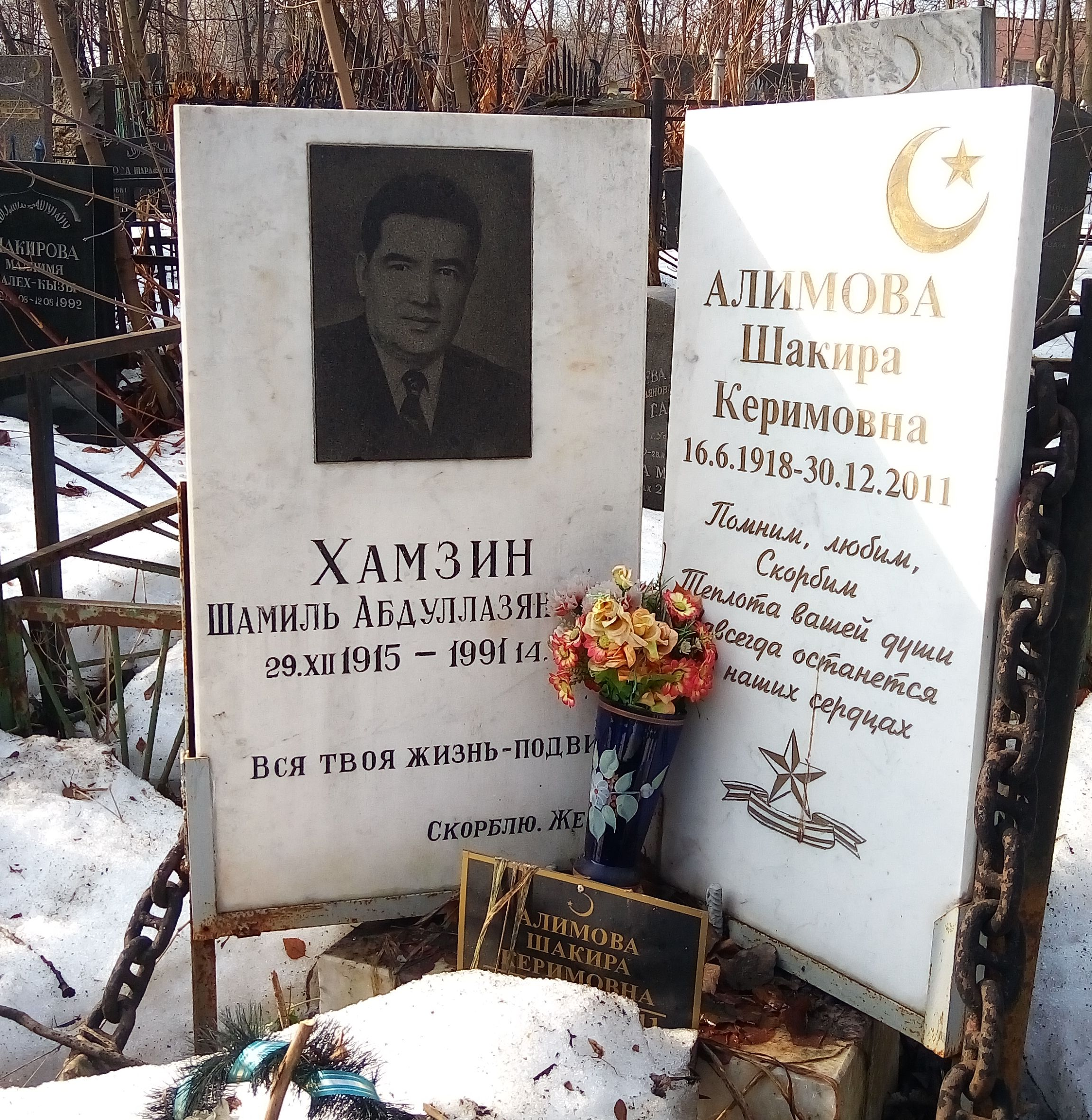
Могила Шамиля Хамзина и Ирины (здесь — Шакиры) Алимовой на Даниловском мусульманском кладбище

Шамиль Хамзин, супруг Ирины Алимовой, проработал ещё некоторое время в качестве разведчика-нелегала в странах Азии, Европы и Америки, прежде чем вышел в отставку в звании полковника. После возвращения в Москву супруги проживали в двухкомнатной квартире в «хрущёвке» на Щёлковском шоссе, получая скромную пенсию. Со своим мужем Ирина Каримовна прожила всего 37 лет вплоть до его смерти в 1991 году, случившейся после двух перенесённых Хамзиным инфарктов. При этом им пришлось по возвращении в СССР повторно зарегистрировать свой брак уже под настоящими именами, а не под псевдонимами из своих легенд разведчиков. Детей у них не было: Центр не дал им разрешения даже усыновить ребёнка. Алимова занялась преподавательской работой, обучая молодых разведчиков.
О деятельности Хамзина и Алимовой общественности стало известно в 1990 году, когда в номерах газеты «Труд» за 8, 14, 15 и 20 марта, а также за 17, 19 и 20 мая была опубликована серия статей-рассказов об этих разведчиках авторства Виталия Головачёва. После этого в газету поступило несколько писем, в которых звучали не только слова благодарности, но и призывы отметить труд разведчиков государственными наградами. Это способствовало тому, что Алимову наградили орденом Красной Звезды, хотя за все годы своей разведывательной деятельности она была удостоена только медали «За боевые заслуги». Вскоре в той же газете появились публикации и о Шамиле Хамзине, имя которого прежде не упоминалось в рассказах об Алимовой. Хамзин впоследствии был награждён орденом Красного Знамени; Ирине Каримовне в дополнении к награде позже было присвоено звание полковника.
В 1990 году Алимова и Хамзин были удостоены торжественного приёма в Туркменистане. Ирина Каримовна встретилась в Ашхабаде с родными, близкими и ведущими журналистами, а также выступила с несколькими речами на студии «Туркменфильм», в актовом зале Туркменского государственного университета и в кинотеатре «Бахар», где был показан фильм «Умбар» с участием Алимовой. Помимо этого, она посетила родной город Мары и съездила на то место, где находился её родной дом (к тому моменту от него остались руины). Алимова и Хамзин выражали благодарность Виталию Головачёву за публикации в газете «Труд», которые получили большой отклик читателей. Начальник московского бюро информационного агентства «Киодо Цусин» Ёсихико Мацусима взял интервью у Ирины Алимовой и позже написал книгу о «Бир» и «Халеф», ставшей бестселлером. Ряд статей о разведывательной деятельности «Бир» и «Халефа» был опубликован и в японских СМИ: одной из первых заметки о супружеской паре разведчиков опубликовала газета «Майнити симбун».
Сама Ирина Каримовна занялась общественной работой, встречаясь с молодыми разведчиками, журналистами и писателями. Её навещали неоднократно родные и близкие (брат, племянница и муж племянницы), помогавшие ей по хозяйству. Она проживала в однокомнатной квартире в Москве, которую руководство КГБ СССР передало Алимовой для работы, а после её рассекречивания оставило за разведчицей; двухкомнатную квартиру на Щёлковском шоссе она передала племяннице и её мужу. Алимова попыталась получить по инвалидности автомобиль «Ока», но получила отказ от чиновников. Говоря о своей работе в качестве разведчицы-нелегала, Ирина Алимова подчёркивала, что всю жизнь играла трудную роль, не имея при этом права на ошибку, и вместе со своим супругом самозабвенно отдавалась работе разведчиков. Она также очень высоко отзывалась об Александре Короткове.
Ирина Каримовна Алимова скончалась 30 декабря 2011 года. Похоронена 6 января 2012 года с воинскими почестями на Даниловском мусульманском кладбище рядом с мужем.

## Награды
- Орден Отечественной войны II степени[59][24]
- Орден Красной Звезды[59][n]
- Медаль «За боевые заслуги»[59][o]
- Медали[21]

## Увековечивание в культуре
- Документальный фильм «Жена для резидента» (цикл «Женщины в разведке», ОРТ, 4 декабря 2000 года, режиссёр Оксана Барковская)[64][61][p]
- Документальный фильм «Актриса особого назначения» (цикл «Тайны разведки», НТВ, 2004 год)[7]
- Документальный фильм «В саду подводных камней» (ТВЦ, 2009 год, режиссёр Александр Яковлев)[66][67][17]
- Документальный фильм «Марафонцы разведки» (цикл «Живая история», Пятый канал, 2009 год, режиссёр Андрей Малухин)[68][26]
- Документальный фильм «Бир и Халеф. Меч самурая» (телеканал «Звезда», 2018 год, режиссёр Алексей Китайцев)[69][70][15]

## Комментарии
1. ↑  В ряде источников указан 1920 год[10][11][12][13][14][15].
2. ↑  По другим данным, приведённым в документальном фильме телеканала ТВЦ «В саду подводных камней», Алимова должна была сняться в киноэпопее «Алишер Навои»[17].
3. ↑  Согласно ветерану военной разведки Игорю Дамаскину, функции военной цензуры заключались в вычёркивании из солдатских писем каких-либо деталей (географических наименований или личных имён), обнародование которых могло нанести ущерб вооружённым силам (например, сорвать проведение военной операции)[17].
4. ↑  По другим данным, День Победы она встретила именно в Вене[7], а в Кракове участвовала в операциях по разминированию города[20][25].
5. ↑  По версии В. Г. Павлова, с Ириной беседовал заместитель начальника управления нелегальной разведки полковник А. Агамалов[28], согласно шестому тому «Истории российской внешней разведки» — сам начальник управления нелегальной разведки А. М. Коротков[29].
6. ↑  Дипломатические отношения СССР и Японии были восстановлены только после подписания совместной декларации от 19 октября 1956 года[35]. В том же году в Токио появилась «легальная» резидентура КГБ, первым главой которой стал А. А. Розанов[36].
7. ↑  В. Г. Павлов указывает его название как «Урунги»[1].
8. ↑  Журналист Виталий Головачёв упомянул его впервые в газете «Труд» в 1990 году в статье «„Бир“ сообщает центру», однако оговорился, что и это имя в статье является условным[38].
9. ↑  Согласно словам Ирины Алимовой, прозвучавшим в документальных фильмах «Актриса особого назначения» (НТВ, 2004) и «Марафонцы разведки» (Пятый канал, 2009) — спустя всего 10 дней[7][26].
10. ↑  По другой версии, приводимой В. Г. Павловым, инцидент с доносом спецслужбам от русского эмигранта произошёл уже в японском Кобе, а помощь «Халефу» и «Бир» тогда оказало турецкое представительство в Японии[42].
11. ↑  Согласно сообщению «Бир», в состав нового политического блока могли войти Южная Корея, Южный Вьетнам, Тайвань, Япония, Таиланд, Филиппины, Новая Зеландия, Австралия и Малайзия[53][25][55].
12. ↑  Павлов упоминает кодовое наименование G-2[англ.] в качестве названия американской военной разведки[53]. В действительности так называются разведывательные подразделения во всех формированиях Армии США, начиная с дивизии и ниже[57].
13. ↑  Согласно документальному фильму «Актриса особого назначения», в начале 1967 года супруги сообщили Центру о ведущейся слежке и в том же году покинули страну. Своим компаньонам они сообщили, что летят в Турцию, а на самом деле вылетели в Париж и затем проследовали по маршруту Италия — Швеция — Швейцария — Болгария, вернувшись в Москву[7].
14. ↑  Награждение осуществлено после публикаций 1990 года в газете «Труд»[61] в канун 70-летия советской внешней разведки по указу Президента СССР Михаила Горбачёва[25].
15. ↑  Награждена за результаты разведывательной деятельности в Японии[25][24].
16. ↑  Этот документальный цикл известен и под названием «Голоса из безмолвия»[59][65][12].